# Особняк Ястремского
Особняк Ястремского — памятник архитектуры во Владикавказе, Северная Осетия. Выявленный объект культурного наследия России и культурного наследия Северной Осетии. Находится в исторической части города на улице Миллера, д. 33.
Двухэтажный дом из красного кирпича в архитектурном стиле модерн построен в 1904 году на Гимназической улице подрядчиком Кихтенко по проекту городского инженера-архитектора И. В. Рябикина.
В 1907 году собственник Ястремский сдал здание в аренду для лечебницы врача Петра Епифановича Митника, которая стала одним из первых частных лечебных учреждений Владикавказа.
Архитектура
Размер здания в плане 20 × 21 м. Цоколь сделан из естественного плотного камня высотой 50 см. Здание в целом выполнено в стиле модерн с отдельными элементами классицизма, который подчёркивают две кариатиды, подпирающие балкон над входом. Архитектурный стиль выдел модерн выражен скошенными линиями деталями фасада, характерными для модерна решётчатого ограждения балкона.